# Mompha murtfeldtella
Mompha murtfeldtella é uma espécie de mariposa do gênero Mompha pertencente à família Coleophoridae.